# Konrad Sparre
Konrad Sparre, född 4 december 1680 (g.s.) i Stockholm, död 15 april 1744 (g.s.) på sin gård Malma i Västergötland, var en svensk friherre och militär.

## Biografi
Konrad Sparre var son till Carl Sparre och Beata Falkenberg af Trystorp, bror till landshövdingen Fredrik Henrik Sparre och från 1718 gift med Anna Eleonora Wachtmeister af Björkö (1695–1778). Han är begravd i Hyringa kyrka.
1687 skrevs han, tillsammans med sin bror, in vid Uppsala universitet. Han visade särskild fallenhet för teckning och matematik. 7 maj 1697, samma dag som kungliga slottet brann, anställdes han som page hos Karl XII, och deltog vid Karl XI:s begravning, hertig Fredrik av Holsteins biläger på Karlberg och Karl XII:s kröning.
Sparre deltog från 1698 på fransk sida i spanska tronföljdskriget och tjänstgjorde där under sin farbror greve Erik Sparre af Sundby. I Polen anslöt han sig 1708 till den svenska armén och deltog i Karl XII:s ryska fälttåg. Segern i slaget vid Holowczyn samma år följdes av det avgörande nederlaget i slaget vid Poltava året därpå. Han blev sårad i en skärmytsling kort före Poltava och fick bäras på bår till Bender i det Osmanska riket. På uppdrag av Karl XII deltog han i major Cornelius Loos expedition till Orienten 1710–1711. Första anhalt var Istanbul och sedan besöktes Syrien och Egypten. Uppdraget för expeditionen var att teckna av bland annat byggnadsverk att senare förströ kungen med. Omkring trehundra teckningar utfördes. Endast ett fyrtiotal av dessa räddades undan en brand i samband med kalabaliken i Bender 1713 och förvaras på Nationalmuseum.
Sparre var kapten i livgardet 1711 och tillfångatogs i kalabaliken i Bender men blev utlöst efter nio dygn. Han följde 1714 den polske kungen Stanisław I Leszczyński från Turkiet till Zweibrücken och återförenades med Karl XII samma år när denne återkommit till Stralsund. Han sårades i striden vid Stresow i samband med att Fredrik Vilhelm I av Preussen landsatte trupper på Rügen 1715. Efter Stralsunds kapitulation fördes han som fånge till Spandau men rymde och återkom till Sverige 1717. Vid hemkomsten utsågs han till överstelöjtnant vid halländska regementet och deltog i Karl XII:s norska fälttåg 1718. Han fick avsked från armén 1719 med överstes grad.
Sina sista år tillbragte Sparre i stillhet på sin sätesgård Malma i Västergötland. Han var dock en flitig riksdagsbesökare och engagerade sig i frihetstidens politik.